# Actinopus nigripes
Espèce
Synonymes
- Pachyloscelis nigripes Lucas, 1834
- Actinopus walckenaerii Lucas, 1837

Actinopus nigripes est une espèce d'araignées mygalomorphes de la famille des Actinopodidae.

## Distribution
Cette espèce est endémique du Brésil.

## Publication originale
- Lucas, 1834 : Mémoire sur un nouveau genre d'aranéide de l'ordre des Pulmonaires.  Annales de la Société entomologique de France, vol. 3, p. 359-365 (texte intégral).